# Bărăști (okręg Ardżesz)
Bărăști – wieś w Rumunii, w okręgu Ardżesz, w gminie Cicănești. W 2011 roku liczyła 955 mieszkańców.